# August Köhler (Optiker)

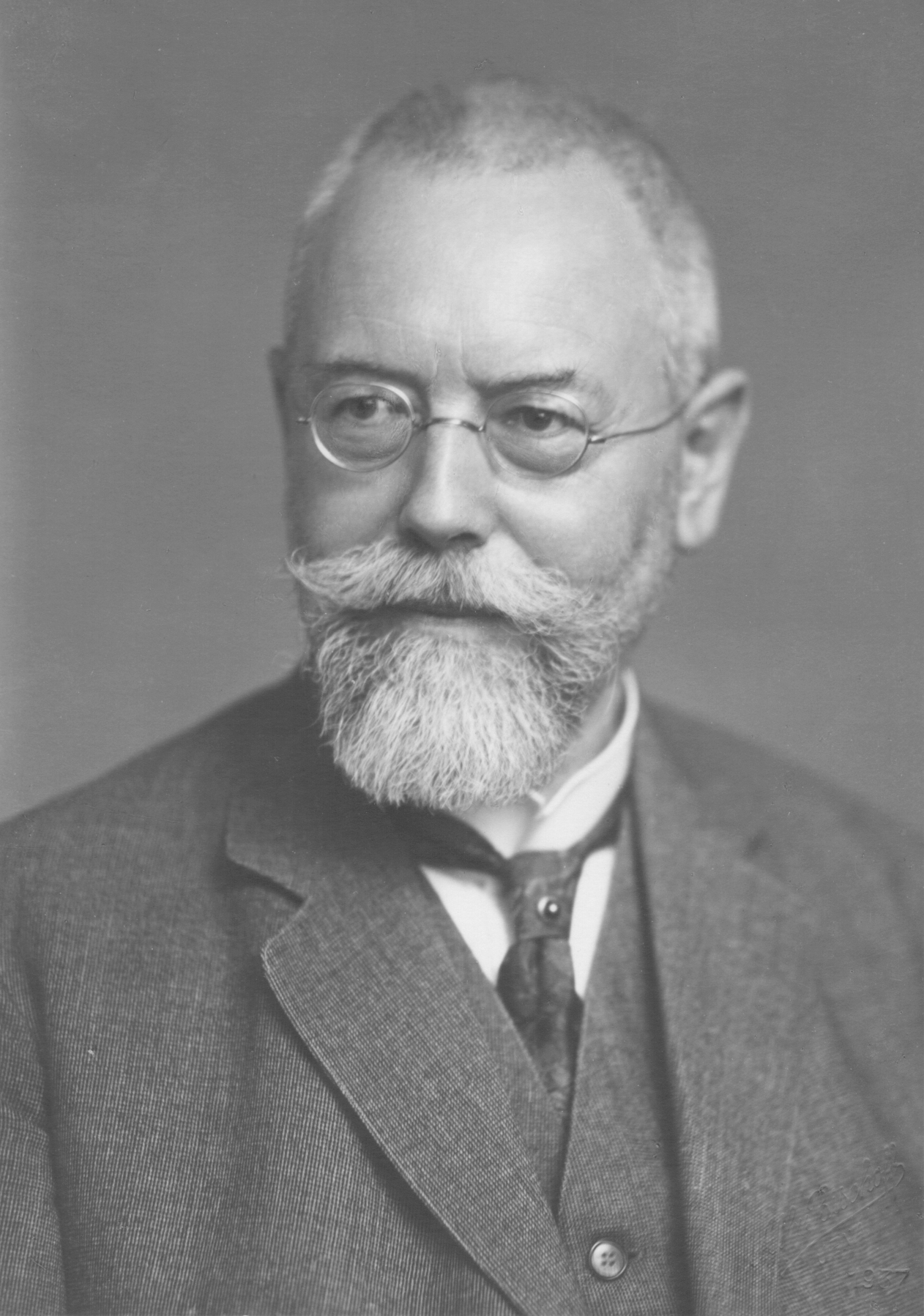

August Karl Johann Valentin Köhler (* 4. März 1866 in Darmstadt; † 12. März 1948 in Jena) war ein deutscher Professor und Mitarbeiter bei Zeiss in Jena.
Er ist vor allem für die Entwicklung der Köhler-Beleuchtung in der Mikroskopie bekannt, die die Konstruktion von Mikroskopen revolutionierte.
Köhler war Mitentwickler des Ultraviolettmikroskops und erkannte als erster die Bedeutung der Eigenfluoreszenz in der Mikroskopie. 1908 stellte er der Öffentlichkeit erstmals ein Lumineszenzmikroskop vor.

## Kindheit und Ausbildung
Köhler wurde 1866 in Darmstadt geboren, wo er bis 1884 das Ludwig-Georgs-Gymnasium besuchte. Er studierte an der Technischen Hochschule in Darmstadt sowie an der Ruprecht-Karls-Universität in Heidelberg und der Ludwigs-Universität in Gießen.

## Lehre und Akademische Laufbahn
1888 schloss er sein Studium ab und unterrichtete im Folgenden an Gymnasien in Darmstadt und Bingen, bevor er an die Universität zurückkehrte. Seine Akademische Laufbahn begann er bei Professor Johann Wilhelm Spengel (1852–1921) am Zoologischen Institut der Universität Gießen. Das Ziel seiner Doktorarbeit war die Taxonomie von Napfschnecken, eine Aufgabe, die stark von mikroskopischer Bildgebung abhing und Köhler dazu veranlasste, die Qualität seiner mittels Mikrofotografie erstellten Bilder zu verbessern. Das Ergebnis dieser Arbeit wurde 1893 veröffentlicht.
Nachdem er 1893 an der Universität Gießen seinen Doktortitel erworben hatte, arbeitete Köhler einige Jahre lang als Gymnasiallehrer in Bingen. 1900 holte ihn Siegfried Czapski zu Zeiss nach Jena. 45 Jahre lang blieb er als Physiker bei Zeiss und wirkte bei der Entwicklung eines Modernen Designs für Lichtmikroskope mit.
Von 1922 bis zu seinem Ruhestand 1945 war er außerdem Professor für Mikrofotometrie an der Friedrich-Schiller-Universität Jena.

## Köhler-Beleuchtung
Siehe auch den Abschnitt Köhlersche Beleuchtung im Artikel Lichtmikroskop
Zur Zeit der Erfindung seiner verbesserten Mikroskopbeleuchtung arbeitete Köhler an der Überwindung von Problemen in der Mikrofotografie. Mikroskope wurden damals mit Hilfe von Gaslampen, Petroleumlampen, Argand-Lampen, elektrischem Bogenlicht (Lichtbogen) und anderen exotischen Lichtquellen (Zirkonlicht, Magnesiumlicht) mit inhomogener Lichtverteilung betrieben. Diese führten zu ungleichmäßiger Beleuchtung der Probe und erschwerten die Aufnahme von Fotos hoher Qualität.
Im Laufe seiner Doktorarbeit entwickelte Köhler eine Konfiguration, die ein gleichmäßig ausgeleuchtetes Gesichtsfeld ermöglichte sowie Streulicht der Lichtquelle in der Probenebene reduzierte. Dazu gehörte eine Sammellinse (Kollektorlinse) für die Lampe, die es ermöglichte, die Lichtquelle in die Aperturblendenebene des Kondensors abzubilden. Gleichzeitig wurde die in Brennweitenabstand hinter der Sammellinse entstehende gleichmäßige Lichtverteilung, die zusätzlich durch eine "Leuchtfeldblende" genannte Irisblende begrenzt wurde, mit Hilfe des Kondensors in die Probenebene abgebildet. Den Vorgang des individuellen Justierens dieser Blenden, passend zum verwendeten Mikroskopobjektiv, wird umgangssprachlich auch Köhlern genannt.
Dieses Beleuchtungsverfahren ist in modernen Mikroskopen immer noch weit verbreitet und bildet die Grundlage für die Phasenkontrastmikroskopie, Differentialinterferenzkontrastmikroskopie und Epifluoreszenzmikroskopie.

## Weitere Beiträge zur Mikroskopie
Als Köhler 1900 zu Zeiss kam, hatten Ernst Abbe und Otto Schott bereits durch ihre Beiträge zur Theorie der Präzisionsoptik den Weg für die Verbesserung von Mikroskopen geebnet. Köhlers Fachwissen und seine Beleuchtungstechnik trugen dazu bei, mit Abbes Objektiven die bestmögliche Auflösung zu erreichen.
Während seiner Zeit bei Zeiss trug er zu vielen weiteren Neuerungen bei. So entwickelte er zusammen mit seinem Kollegen Moritz von Rohr ein Ultraviolettmikroskop. 1904 beobachtete er, dass Strukturen unter dem Mikroskop eine Leuchterscheinung zeigen, wenn diese mit UV-Licht bestrahlt werden. 
Er entdeckte die Gitterbeleuchtung, eine Methode, die später bei der Behandlung von Tumoren eingesetzt wurde. Eine Anregung von Köhler führte zur Entwicklung von parfokalen Linsen, die es ermöglichen, die Probe im Fokus zu behalten, wenn ein Objektiv ausgewechselt wird.

## Patente und Publikationen
Als Mitarbeiter bei Zeiss meldete er mindestens 25 Patente in Europa sowie mindestens zehn in den USA an. Dazu gehörten Projektions- und Beleuchtungsverfahren für Kinematographen, Mikroskopanwendungen sowie Hell- und Dunkelfeldbeleuchtung. Seine Beiträge zur Biologie beinhalten Feinstrukturanalysen von Kieselalgen.